# Joseph Berkowitz Kohn
Joseph Berkowitz Kohn, operierend unter dem Decknamen Brak, (* 15. April 1841 in Łęczyca; † 4. April 1905 in Hamburg) war ein Kaufmann, Lehrer und Politiker.

## Leben und Wirken
Joseph Berkowitz Kohn war der Sohn eines Kaufmanns, der wie die Großmutter mütterlicherseits polnisch sprach. Seine Vorfahren nahmen aktiv am öffentlichen Leben teil und ermutigten Joseph Berkowitz Kohn früh, sich der gegen die Russifizierungspolitik des Zaren gerichteten national-polnischen Widerstandsbewegung anzuschließen. Nach dem gescheiterten Januaraufstand 1863 ergriff er unter dem Decknamen „Brak“ die Flucht. 1864 ließ sich Kohn in Hamburg nieder, wo er sich der jüdischen Gemeinde anschloss und binnen kurzer Zeit erfolgreich als selbstständiger Kaufmann arbeitete. Hier heiratete er Auguste, geborene Gabrielsen, aus Altona, mit der er zahlreiche Kinder hatte.
Als aktives Mitglied in Vereinen polnischer Emigranten gehörte Kohn der Loge B’nai B’rith an. Ab 1874 hielt er für den Allgemeinen Deutschen Arbeiterverein Reden zu den Reichstagswahlen. Er engagierte sich in mehreren Vereinen zur Arbeiterfortbildung und unterrichtete dort Geschichte, Buchhaltung und Ökonomie und amtierte als Vorstand eines Vereins in Eimsbüttel. Er hielt in gewählten Positionen zumeist Vorträge und Schulungen im Verein Hamburgischer Staatsangehöriger, der seit 1886 bestand, und in der SPD. Dabei sprach er meistens über Schulungen und Vorträge. Kohn galt als antiautoritär und lehnte insbesondere die Machtausübung des Staates in Preußen und Russland ab. Seine Kritik richtete sich auch gegen den SPD-Vorstand in Berlin, der 1890 die Hamburger Genossenschaftsdruckerei Auer & Co. übernommen hatte, ohne die vorherigen Besitzer daran zu beteiligen.
Als gewählter Vorsitzender der Pressekommission der Hamburger SPD kontrollierte Kohn für lange Zeit deren Verlag und das als Parteiorgan dienende Hamburger Echo. Der Kaufmann unterstützte sozialdemokratische Genossenschaften und leitete die Geschäfte der Bäckereigenossenschaft, nachdem diese Probleme bekommen hatte. Von 1900 bis Lebensende fungierte er als Aufsichtsratsmitglied des Konsum-, Bau- und Sparvereins „Produktion“. Gegen Lebensende verfasste er seine Memoiren, in denen er größtenteils frühere Tagebucheinträge zitierte. Nach seinem Tod im April 1905 erschien im Hamburger Echo ein distanzloser antisemitischer Nachruf, in dem der Kaufmann als „kleiner Kohn“ bezeichnet wurde. Die Politische Polizei hielt erstaunt fest, dass auf seiner Beerdigung sowohl jüdische Riten als auch sozialdemokratische Symbole zu sehen waren.